# Ivan Jakovlevič Jakovlev
Ivan Jakovlevič Jakovlev (Koški-Novotimbaevo, 25 aprile 1848 – Mosca, 23 ottobre 1930) è stato un linguista, pedagogo e traduttore russo, di lingua ciuvascia, scrisse principalmente in russo e ciuvascio. È considerato il fondatore della letteratura ciuvascia classica, a lui si deve l'invenzione dell'alfabeto ciuvascio-cirillico. Molti istituti e musei sono dedicati a questo luminare, tra cui l'Istituto tecnico statale Ivan Jakovlevič Jakovlev ad Alikovo.

## Galleria d'immagini

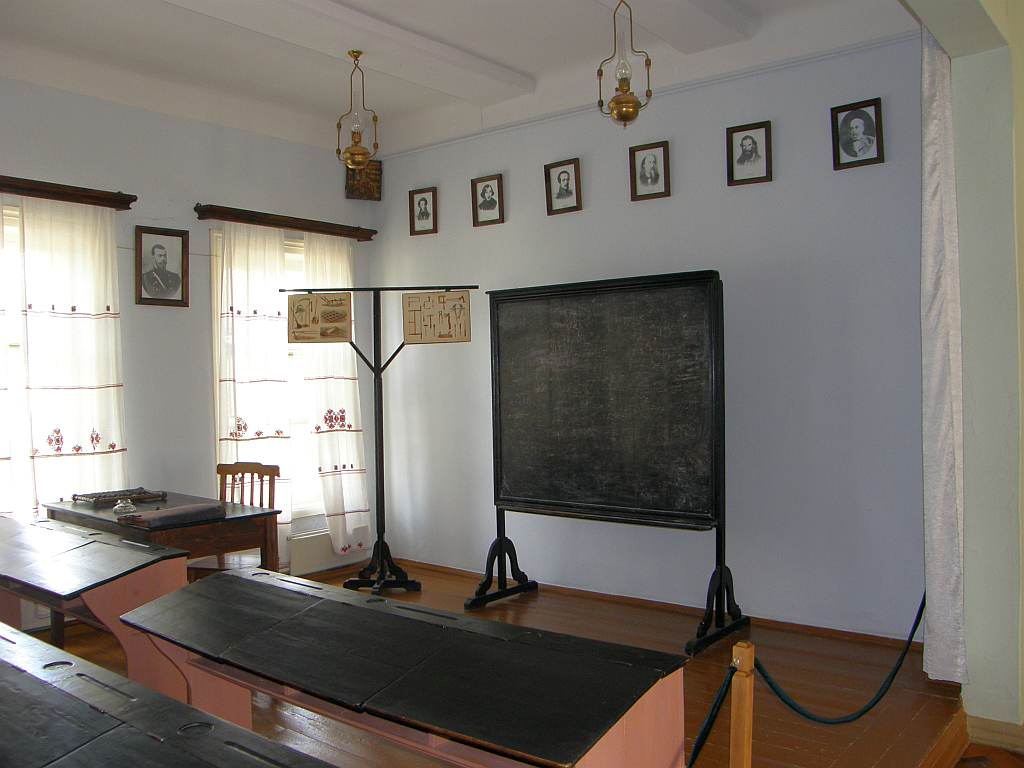
Sezione di un Istituto Femminile
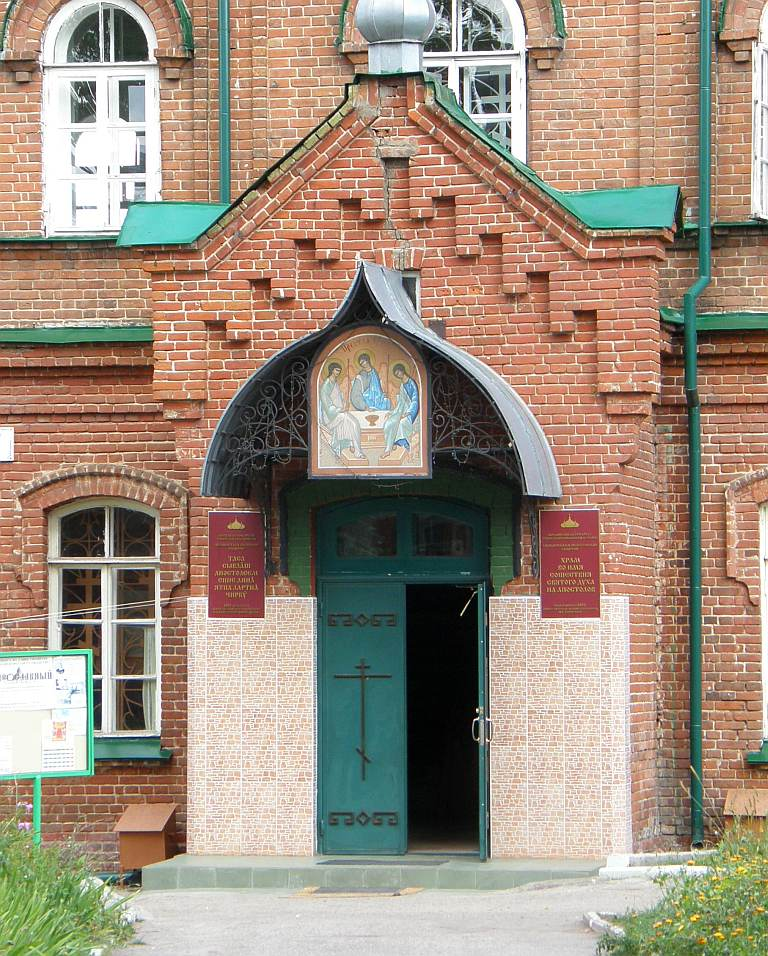
Le porte della Chiesa scolastica
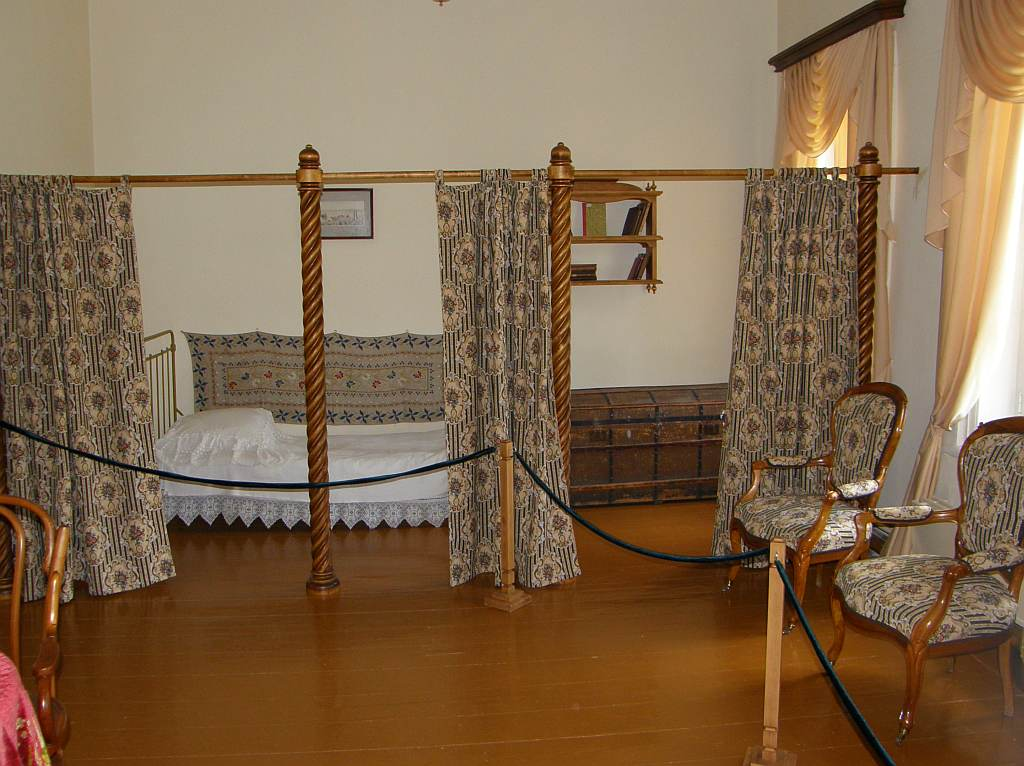
La camera del pedagogo a Simbirsk